# Rushikulya
Die Rushikulya ist ein Fluss im indischen Bundesstaat Odisha.
Die Rushikulya entspringt in den Rushyamala Hills, einem Höhenzug der Ostghats, im Distrikt Kandhamal.
Sie fließt in überwiegend südöstlicher Richtung durch den Distrikt Ganjam und mündet nördlich von Chhatrapur in den Golf von Bengalen. Städte am Flusslauf sind Daringbadi, Surada und Asika. Wichtige Nebenflüsse sind Padma, Boringanalla, Joro, Badanadi, Baghua, Dhanei und Ghodhado. Ihre Mündung weist kein Delta auf.
Die Rushikulya ist etwa 170 km lang. Ihr Einzugsgebiet umfasst 8963 km².